# Bierdiasz (rejon ziłairski)
Bierdiasz (ros. Бердяш) – wieś (sieło) w Rosji, w Baszkortostanie, w rejonie ziłairskim. W 2010 liczyła 450 mieszkańców.